# Ruth Gill
Ruth Roche, baronesa Fermoy (2 de octubre de 1908 - 6 de julio de 1993), nacida como Ruth Sylvia Gill, fue amiga y confidente de Isabel Bowes-Lyon (La Reina Madre) y abuela materna de Diana de Gales. 

## Biografía
Lady Fermoy nació en Dalhebity, Bieldside, Aberdeenshire, hija del Coronel William Smith Gill y de su esposa Ruth Littlejohn (hija a su vez de David Littlejohn y Jane Crombie). Desde muy temprana edad demostró ser una buena pianista, siendo alumna de Alfred Cortot en el Paris Conservatoire durante los años 20.
Su carrera musical fue corta cuando conoció a su futuro esposo, mucho mayor que ella Mauricio Roche, 4º Barón Fermoy. Antes de morir su esposo en 1955, tuvieron tres hijos, que incluyeron a Frances Ruth (madre de Diana de Gales). Lady Fermoy tocó el piano ocasionalmente después de su matrimonio, junto con Josef Krips en el Royal Albert Hall en 1950 y con Sir John Barbirolli y con la Orquestra Hallé en King's Lynn en 1966. Fundó el Festival de King's Lynn en 1951 y se mantuvo al tanto del Festival por 25 años, persuadiendo a la Reina Isabel II a ser patrona.
En 1956, la Reina Isabel, Reina Madre, instaló a Lady Fermoy como Mujer Extra del Bedchamber (Cámara Privada). La Reina Madre siendo viuda también, prefería seleccionar a viudas para este cargo y cuatro años después, Lady Fermoy fue ascendida como Señora del Bedchamber, un cargo que tuvo por 33 años.
La Reina Madre y Lady Fermoy se convirtieron en confidentes y supuestamente arreglaron la unión de Carlos, Príncipe de Gales y la nieta de Lady Fermoy, Diana Spencer.
Lady Fermoy murió en su casa en Eaton Square, Londres, a los 84 años.